# Siria en los Juegos Paralímpicos de Atlanta 1996
Siria estuvo representada en los Juegos Paralímpicos de Atlanta 1996 por dos deportistas masculinos. El equipo paralímpico sirio no obtuvo ninguna medalla en estos Juegos.